# ZAM-21
ZAM-21 (Alfa)  – doświadczalny komputer IMM rozwijany i budowany równolegle z ZAM-3, a produkowany w Elwro w latach 1961−1965.

## Dane[2]
- rodzina: ZAM
- typ: tranzystorowy komputer drugiej generacji zbudowany na selekcjonowanych germanowych tranzystorach stopowych produkowanych w Tewie (pakiety typu S-400).
- organizacja:
  - arytmetyka binarna, zapis liczb znak-moduł
  - słowo maszynowe długości 24 bitów
- prędkość:
  - ponad 30 000 dodawań na sekundę
  - cykl odczytu pamięci operacyjnej: 10 µs
- pamięć operacyjna:
  - ferrytowa na rdzeniach o średnicy 2 mm, 24 bitowa + bit parzystości
  - 4-8 kilosłów
- szafy jednostki centralnej i pamięci bębnowej o wymiarach 1700x680x680 mm[3]
- wyprodukowano: 3 szt.

### Urządzenia we-wy
- monitor - dalekopis
- czytnik taśmy pięciokanałowej
- perforator taśmy pięciokanałowej
- czytnik kart dziurkowanych firmy ELLIO
- drukarka wierszowa DW-1, a później DW-2

### Pamięć masowa
- pamięć taśmowa
  - PT-2
- pamięć bębnowa PB-5 o pojemności 32 ksłów

### Zachowany
- Muzeum Techniki w Warszawie.